# العلاقات التوفالية الغواتيمالية
العلاقات التوفالية الغواتيمالية هي العلاقات الثنائية التي تجمع بين توفالو وغواتيمالا.

## مقارنة بين البلدين
هذه مقارنة عامة ومرجعية للدولتين:
| وجه المقارنة                                              | توفالو                         | غواتيمالا       |
| --------------------------------------------------------- | ------------------------------ | --------------- |
| المساحة (كم2)                                             | 26                             | 108.89 ألف      |
| عدد السكان (نسمة)                                         | 11.19 ألف                      | 17.26 مليون     |
| الكثافة السكانية (ن./كم²)                                 | 43.04 ألف                      | 158.51          |
| العاصمة                                                   | فونافوتي                       | غواتيمالا       |
| اللغة الرسمية                                             | اللغة التوفالوية، لغة إنجليزية | اللغة الإسبانية |
| العملة                                                    | دولار توفالو                   | كتزال غواتيمالي |
| الناتج المحلي الإجمالي (بليون دولار)                      | 39.73 مليون                    | 75.62 مليار     |
| الناتج المحلي الإجمالي (تعادل القوة الشرائية) بليون دولار | 38.93 مليون                    | 126.21 مليار    |
| الناتج المحلي الإجمالي الاسمي للفرد دولار أمريكي          | 3.29 ألف                       | 3.90 ألف        |
| الناتج المحلي الإجمالي للفرد دولار أمريكي                 | 3.77 ألف                       | 7.45 ألف        |
| مؤشر التنمية البشرية                                      |                                | 0.627           |
| رمز المكالمات الدولي                                      | +688                           | +502            |
| رمز الإنترنت                                              | .tv                            | .gt             |
| المنطقة الزمنية                                           | ت ع م+12:00                    | 00              |

## منظمات دولية مشتركة
يشترك البلدان في عضوية مجموعة من المنظمات الدولية، منها:
| علم المنظمة | اسم المنظمة                   | تاريخ انضمام توفالو | تاريخ انضمام غواتيمالا |
| ----------- | ----------------------------- | ------------------- | ---------------------- |
|             | الأمم المتحدة                 | 5 سبتمبر 2000       | 21 نوفمبر 1945         |
|             | منظمة حظر الأسلحة الكيميائية  | ?                   | ?                      |
|             | يونسكو                        | 21 أكتوبر 1991      | 2 يناير 1950           |
|             | مؤسسة التنمية الدولية         | 24 يونيو 2010       | 27 أبريل 1961          |
|             | البنك الدولي للإنشاء والتعمير | 24 يونيو 2010       | 28 ديسمبر 1945         |
|             | الاتحاد البريدي العالمي       | ?                   | ?                      |
|             | الاتحاد الدولي للاتصالات      | 15 أغسطس 1996       | 10 يوليو 1914          |

## وصلات خارجية
- موقع وزارة الخارجية الغواتيمالية